# Panicum strigosum
Panicum strigosum är en gräsart som beskrevs av Henry Ernest Muhlenberg och Stephen Elliott. Panicum strigosum ingår i släktet vipphirser, och familjen gräs. Inga underarter finns listade i Catalogue of Life.